# Afrique équatoriale
 (août 2023).
Si vous disposez d'ouvrages ou d'articles de référence ou si vous connaissez des sites web de qualité traitant du thème abordé ici, merci de compléter l'article en donnant les références utiles à sa vérifiabilité et en les liant à la section « Notes et références ».

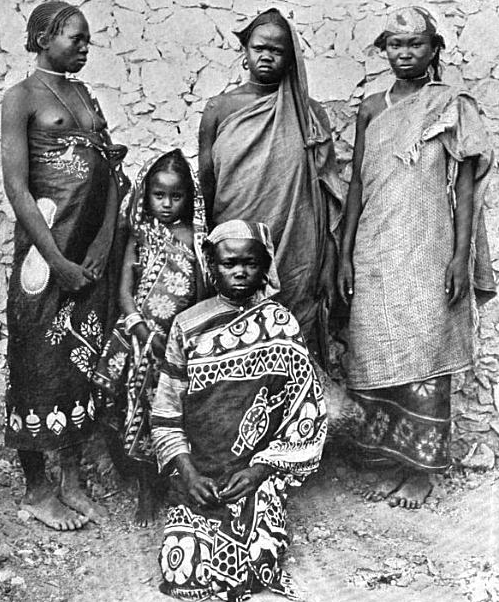
Les femmes de l'Afrique équatoriale à l'époque coloniale.

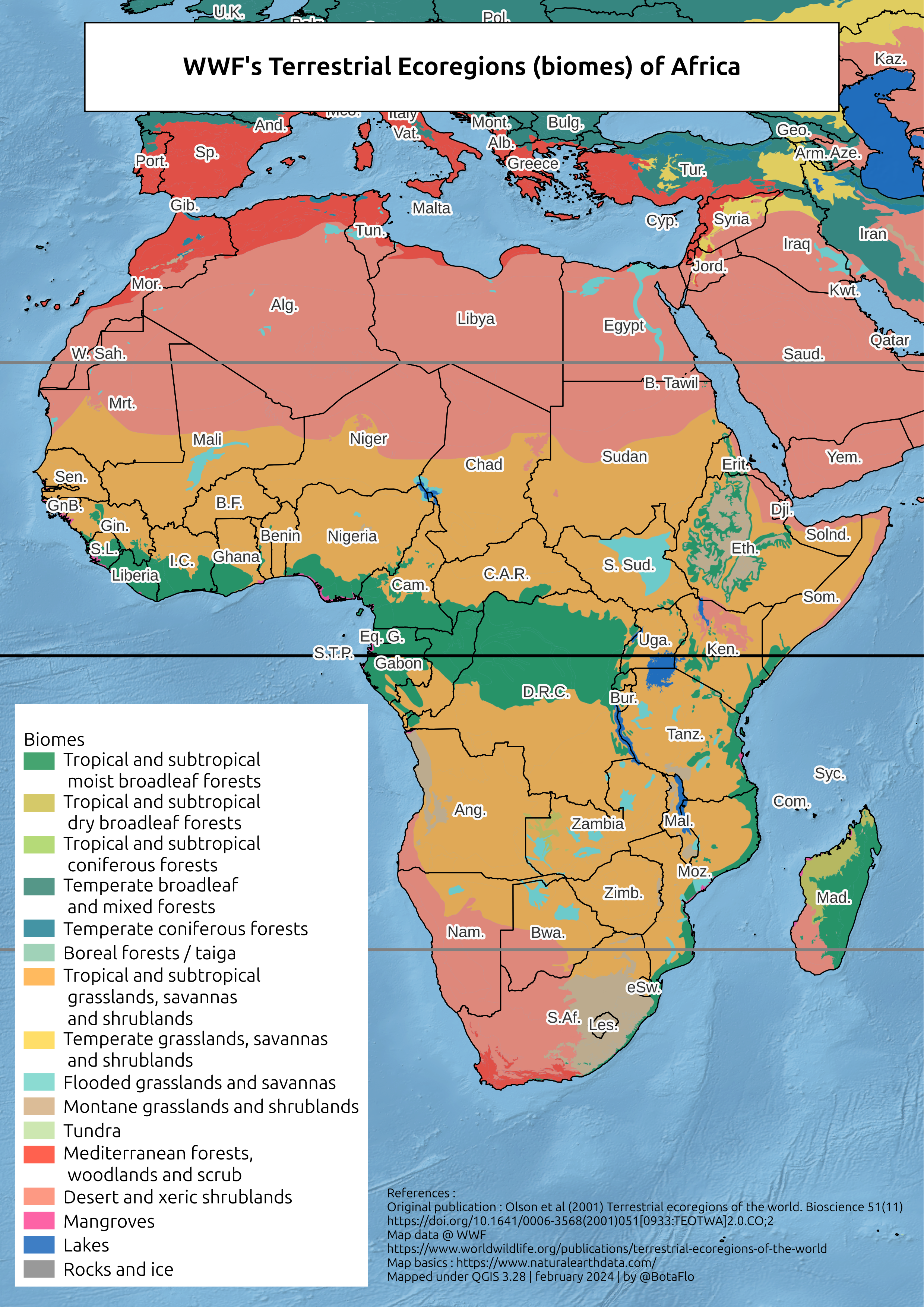
Les biomes d'Afrique, avec la forêt équatoriale en vert et la ligne d'équateur en noir.

L’Afrique équatoriale est un terme bisémique pouvant désigner : 
- d'un point de vue géoenvironnemental : la forêt équatoriale intratropicale ;

- d'un point de vue politique : l’ensemble des pays traversés par l’équateur (Sao Tomé-et-Principe, le Gabon, la République du Congo, la RDC, l'Ouganda, le Kenya et la Somalie).